# Grand incendie de Turku
Le grand incendie de Turku (finnois : Turun palo) est un incendie qui a presque entièrement détruit la ville de Turku les 4 et 5 septembre 1827.

## Impact
L'incendie qui est le plus grand incendie d'une ville en Finlande et dans les pays scandinaves a détruit trois quarts de la ville et laissé sans domicile 11 000 habitants de Turku.
Il a provoqué deux centaines de blessés et 27 morts.
Le feu a détruit les bâtiments du centre ville, dont la cathédrale de Turku et l'Académie royale d'Åbo qui sera reconstruite à Helsinki.

## Conséquences
En 1827, hormis le siège de l'archidiocèse de Turku tous les instruments du gouvernement central sont transférés à Helsinki après le grand incendie, on transférera aussi à Helsinki l’université, l'Académie royale d'Åbo.

## Reconstruction
À la suite de cette catastrophe, la planification de Turku est confiée à l’architecte Carl Ludwig Engel. 
Celui-ci remplace les dernières traces de constructions médiévales par un plan quadrillé aux rues larges, droites et parallèles,. 
Le centre-ville est toujours bâti selon les plans de Engel.
Le XIXe siècle est marqué par la reconstruction de la ville et par un réveil national, le Mouvement fennomane.